# Michael Hayden
Pour les articles homonymes, voir Hayden.
Pour le compositeur autrichien, voir Michael Haydn.
Michael Vincent Hayden, né le 17 mars 1945 à Pittsburgh (Pennsylvanie), est un général américain de la United States Air Force. Il est nommé directeur de la National Security Agency en 1999 et reste en fonction jusqu'en 2005, puis est directeur de la Central Intelligence Agency entre 2006 et 2009.

## Biographie
Michael Hayden est né le 17 mars 1945 à Pittsburgh et a suivi des études à l'université Duquesne, où il obtint un bachelor of Arts en histoire puis un master en histoire moderne des États-Unis.

### De la NSA à la CIA
Entré dans l’armée de l’air en 1967, il occupa une série de postes dans le renseignement dont attaché de l'air en Bulgarie, chef du renseignement du commandement des forces des États-Unis en Europe, et commandant de l'Air Intelligence Agency (AIA).
Il fut directeur de la National Security Agency (NSA) de 1999 à 2005. À l'époque de son arrivée, la NSA était considérée comme mal gérée, dépassée par les nouvelles technologies et la généralisation de la fibre optique et du cryptage. Hayden est souvent crédité d'avoir entamé une importante modernisation et restructuré l'agence pour la débureaucratiser. Il a également plaidé pour une plus grande ouverture au public. En revanche, son programme de modernisation Trailblazer a été abandonné après avoir pris du retard et dépassé son budget. Hayden a également été critiqué pour avoir engagé l'agence dans le très controversé programme de surveillance électronique de la NSA. 
Il fut ensuite adjoint de John Negroponte à la tête de la Direction du renseignement national (DNI) puis directeur de la Central Intelligence Agency (CIA) du 30 mai 2006 au 12 février 2009. Cette nomination a suscité des critiques au Congrès y compris dans les rangs de la majorité républicaine. Plusieurs élus se disant inquiets sur le choix du président qui a préféré un militaire plutôt qu’un civil. Il a tout de même été confirmé à ce poste le 23 mai par le Sénat. Pendant sa direction, la CIA a déclassifié plusieurs dossiers importants dont le dossier de 702 pages sur les activités de la CIA baptisé Family Jewels (Bijoux de famille). Il a été accusé par la suite d'avoir menti au Congrès au sujet des techniques d'interrogation utilisées par la CIA.
Il est remplacé avec l'arrivée à la présidence de Barack Obama en 2009 par Leon Panetta.

### L’après-carrière
Avec l’arrivée de l’administration Obama, il écrit une liste de préoccupations par ordre d’importance pour la CIA en 2009 :
1. Al-Qaïda et ses franchises reste le danger numéro un pour les États-Unis ;
2. La deuxième menace est constituée par la situation de la guerre contre le trafic de drogue au Mexique ;
3. Le programme d’armes de destruction massive en Iran ;
4. les approches de plus en plus divergentes entre l’Europe et les États-Unis concernant la « guerre contre le terrorisme » ;
5. L’instabilité provoquée par le faible prix du pétrole sur des États producteurs comme le Venezuela et l’Iran ;
6. La situation au Pakistan, qualifié de « pays ami », qui est en butte à des difficultés internes très importantes ;
7. L’Afghanistan et la traque de Ben Laden ;
8. La Corée du Nord et son arsenal nucléaire ;
9. La République populaire de Chine et sa réaction face à la crise économique actuelle ;
10. Le Proche-Orient qui reste une zone de tension extrêmement importante.

Il a milité en 2013 pour l’emprisonnement de journalistes, citant Glenn Greenwald comme base de sa campagne, un cas d’école, selon lui, s’agissant de la fuite de documents classés « secret-défense ».
En 2020, il fait partie des signataires d'une lettre de soutien au candidat démocrate Joe Biden, rédigée par 70 officiels républicains à la sécurité nationale, estimant que le président sortant républicain Donald Trump « n'était pas fait pour diriger ».

## Promotions
- - 22 avril 2005 - (Général)
- - 1er mai 1999 - (Lieutenant général)
- - 1er octobre 1996 - (Major-général)
- - 1er septembre 1993 - (Brigadier-général)

## Décorations et distinctions
- Defense Distinguished Service Medal
- Defense Superior Service Medal
- Legion of Merit
- Bronze Star
- Meritorious Service Medal
- Officier de l'ordre d'Australie